# Союз народов
Сою́з наро́дов (фр. Union des Nationalités, Office Central des Nationalités, Bureau des Nationalités) — организация, которая существовала в 1912—1919 годах и имела целью способствовать национальному самоопределению народов Центральной и Восточной Европы.

## История

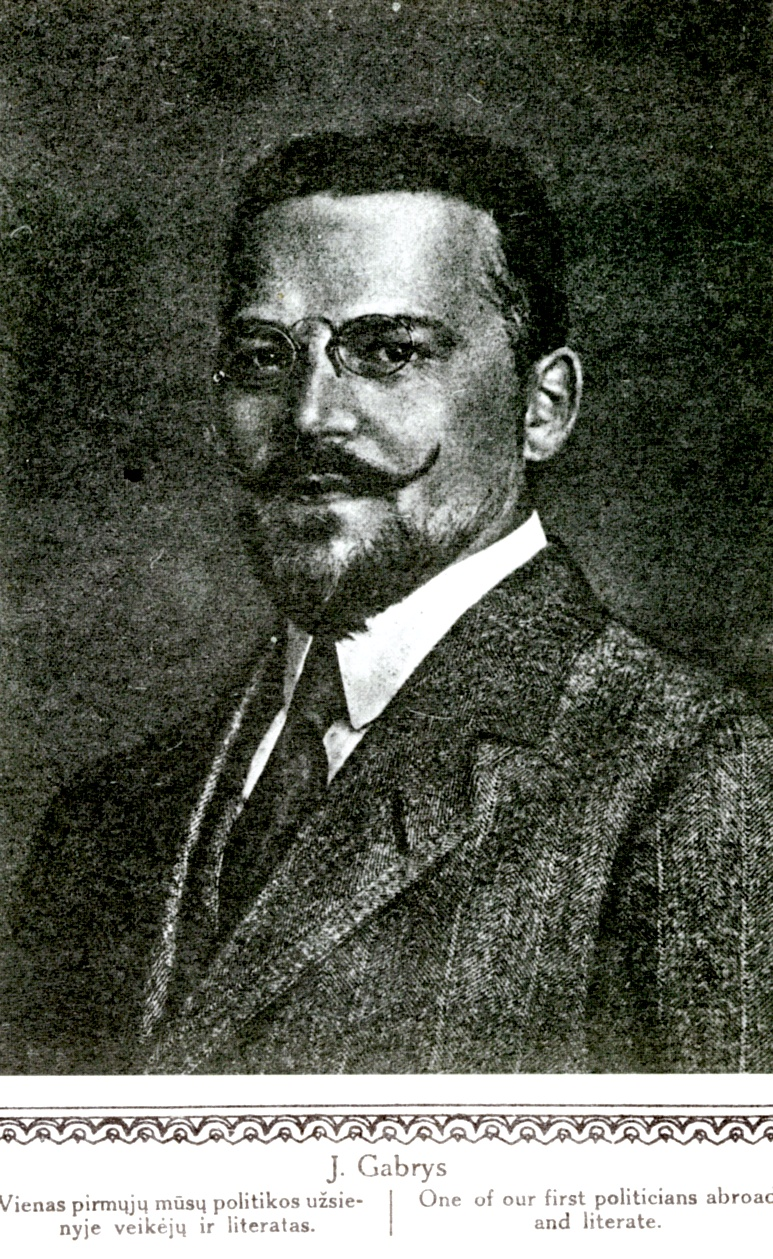
Юозас Габрис, основатель Союза

Союз был основан в 1912 году в Париже по инициативе литовского националиста Юозаса Габриса. Во Франции Союз получил поддержку от левоцентристских сил, издавал журнал Les Annales des Nationalités. Союз организовал пять Конгрессов народов (в 1912, 1915, 1916, 1918 и 1919 годах).
Хотя союз и наладил связи с антиколониальными движениями Индии и Египта, его деятельность концентрировалась вокруг народов Центральной и Восточной Европы, которые входили в состав Австро-Венгерской и Российской империй, в первую очередь — литовцев и украинцев. Представители польского национального движения не вошли в Союз из-за несовместимости их идеологии с идеей литовской государственности.

Изданная Союзом в 1918 году этнографическая карта Европы за авторством Габриса приводит значительно большую, чем на профессиональных картах, этническую территорию литовцев

Сначала Союз ориентировался на французскую и американскую поддержку национальных свобод. С началом Первой мировой войны в его деятельности обнаружились проблемы, поскольку разные стороны конфликта поддерживали национальные движения разных народов (Антанта — чехов, словаков, югославов; Центральные державы — кавказцев, мусульман в России, прибалтов, украинцев, и, до известной степени, поляков).
Третья конференция народов была проведена 27—29 июня 1916 года в нейтральной Лозанне (Швейцария), где незадолго до того была основана Лига инородческих народов России и вёл деятельность Дмитрий Донцов. На ней были представлены в первую очередь народы Российской империи, также присутствовали баскская, каталонская, тунисская, египетская, еврейская и другие делегации. Среди делегатов были лидеры национальных движений народов России, в частности Юсуф Акчурин и Атанас Сметона.
Союз открыл в Лозанне Центральную библиотеку народов (фр. Librairie Centrale des Nationalites). После оккупации Литвы Германией в 1917 году Габрис попытался снова сменить ориентацию[уточнить] Союза на профранцузскую, однако его деятельность была скомпрометирована и не получила поддержки.